# ماجيك سيستم
ماجيك سيستم هي مجموعة موسيقية ايفوارية سطع نجمها سنة 2001.

## تاريخ الفرقة
بدأت المجموعة المتكونة في البداية من 7 شبان ايفواريين في مدينة أبيدجان قبل أن يصبحوا 5 وهم «أسالفو»، «غودي»، «تينو» و«ماندجا» و«كامسو» متأثرة بحركة الزوغلو الثقافية والفنية التي كانت خليطا مميزا من الموسيقى الأيفوارية التقليدية والموسيقى الراقصة والتي كانت متنفسا للايفواريين للتعبير عن همومهم ومشاغلهم.
أطلقت المجموعة البومها الأول "Papitou" سنة 1997 قبل أن تتبعه بألبوم "1er Gaou" سنة 1999، وقد حقق هذا الأخير نجاحا هائلا في كوت ديفوار وفي غرب أفريقيا.
بلغت المجموعة شهرة عالمية بعدها بكل من ألبومات "Poisson D'avril" سنة 2001، "Un Gaou à Paris" سنة 2003، وبعدها "Petit Pompier" وخصوصا "Cessa kié la vérité". 

أشتهرت المجموعة بالدويتوهات التي قدمتها في الساحة الفنية وخصوصا مع المطربين الأوروبيين والأفارقة كالجزائريين محمد لمين والشاب خالد، والمغربي أحمد شوقي. الأغنية المشتركة مع خالد بعنوان "Même pas fatigué !!!" بقيت في المرتبة الأولى لسبعة أسابيع في فرنسا عام 2009. وفي العام 2014 اشتهرت الفرقة بأغنية من وحي كأس العالم 2014 بعنوان "Magic in the Air" بمشاركة المغربي شوقي، وإنتاج الأغنية لـ ريدوان، واشتهرت في فرنسا وبلجيكا.

## روابط خارجية
- ماجيك سيستم على موقع IMDb (الإنجليزية)
- ماجيك سيستم على موقع ألو سيني (الفرنسية)
- ماجيك سيستم على موقع ميوزك برينز (الإنجليزية)
- ماجيك سيستم على موقع أول ميوزيك (الإنجليزية)
- ماجيك سيستم على موقع ديسكوغز (الإنجليزية)
- ماجيك سيستم على موقع قاعدة بيانات الفيلم (الإنجليزية)